# Alberto Leoncini Bartoli
Alberto Leoncini Bartoli (* 10. Juli 1932 in Ancona) ist ein italienischer Diplomat im Ruhestand.

## Studium und Werdegang
Alberti absolvierte ein Studium der Rechtswissenschaft an der Universität La Sapienza in Rom.
1958 trat er in den auswärtigen Dienst und wurde in der Abteilung Öffentlichkeitsarbeit des Ministeriums für auswärtige Angelegenheiten und internationale Zusammenarbeit (Italien) beschäftigt. Ab 1960 begann seine diplomatische Karriere im europäischen Ausland mit je einer Zwischenstation in Israel und in Kairo.
1960 war er Vizekonsul in Berlin. 1963 wechselte er an die Botschaft in Wien und 1965 nach Sofia.
Von 1968 bis 1971 war er im Außenministerium in Rom mit Öffentlichkeitsarbeit beschäftigt. Von 1972 bis 1976 arbeitete er in der Bonner Botschaft im Bereich Öffentlichkeitsarbeit. 1973 wurde er Bonn zum Gesandtschaftsrat befördert.
Von 1977 bis 1980 hielt er sich wieder im Ministerium in Rom auf, zunächst in der Abteilung Migration. Später leitete er nacheinander die Abteilungen Rat für gegenseitige Wirtschaftshilfe und Nordatlantikrat. 1979 wurde er zum außerordentlichen Gesandten und Ministre plénipotentiaire ernannt.
1981 wurde Gesandtschaftsrat in Paris, wo er 1986 zum außerordentlichen Gesandten und Ministre plénipotentiaireerster Klasse ernannt wurde.
Von 13. Juli 1987 bis 1991 war er Botschafter in Tel Aviv und von 1993 bis 1996 in Kairo. Zurück in Rom war er von 1996 bis 1997 Protokollchef im Außenministerium.
Vom 4. September 1997 bis 1999 war er Botschafter beim Heiligen Stuhl.
Von 1999 bis 2000 war er Generalsekretär für Innere Angelegenheiten des Souveränen Malteserordens und vom 12. Januar 2001 bis zum 2. September 2016 Botschafter Malteserordens beim Heiligen Stuhl.
| Vorgänger          | Amt                                                                     | Nachfolger                   |
| ------------------ | ----------------------------------------------------------------------- | ---------------------------- |
| Giovanni Dominedò  | Italienischer Botschafter in Tel Aviv 1987–1991                         | Pier Luigi Rachele           |
| Patrizio Schmidlin | Italienischer Botschafter in Kairo 1993–1996                            | Francesco Aloisi de Lardarel |
| Bruno Bottai       | Italienischer Botschafter beim Heiligen Stuhl 1997–1999                 | Raniero Avogadro             |
| Stefan Falez       | Botschafter des Souveränen Malteserordens beim Heiligen Stuhl 2001–2016 | Antonio Zanardi Landi        |